# リフレクティア
「リフレクティア」は、日本の音楽ユニット、eufoniusの7作目のシングル。2008年1月23日にLantisから発売された。

## 概要
- 表題曲「リフレクティア」は、テレビアニメ『true tears』オープニングテーマとして使用されている。曲名は英語の「reflect」（反射する）と「tier」（段、層）を組み合わせた造語である。
  - 同曲は2012年6月24日にLantisから発売された伊藤真澄のプロデュースによるトリビュート・アルバム『Heart of Magic Garden』に、伊藤の編曲によるアレンジ版が収録されている。
  - また、2012年7月から9月まで放送されたテレビアニメ『TARI TARI』[注釈 1]の第1話では、浜口史郎の編曲による同曲の合唱曲アレンジ版が作中の合唱に使用されている（現実の歌唱は幕張総合高等学校合唱部が担当）。 同作品のサウンドトラックに収録。
  - 2012年9月5日に発売されたアルバム『THE IDOLM@STER ANIM@TION MASTER 生っすかSPECIAL 02』にて、三浦あずさ（たかはし智秋）によってカバーされた。
- 「elekto」は キーボード主体のスローテンポバラード。曲名は「選択」を意味するエスペラントに由来する。

## 収録曲
（全作詞：riya、作曲・編曲：菊地創）
1. リフレクティア [4:47]
2. elekto [4:48]
3. リフレクティア（instrumental）
4. elekto（instrumental）

## カバー
- 三浦あずさ（CV：たかはし智秋）、2012年9月5日発売の『THE IDOLM@STER ANIM@TION MASTER 生っすかSPECIAL 02』収録。
- 安野希世乃（Kiyono Yasuno名義）、2012年10月5日発売の『SUPER J-EURO BEST MIX 〜HYPER TUNE〜』収録。